# Colwood (Kanada)
Colwood – miasto w Kanadzie, w prowincji Kolumbia Brytyjska.